# Ойме
Ойме (англ. Oyme; в переводе с эрз. ойме — душа) — российский музыкальный коллектив, представляющий финно-угорскую традиционную культуру и фольклор народов Северного Кавказа.
Образован в 2011 году за пределами Мордовии. В настоящее время группа работает по двум направлениям: традиционная программа и world music.

## Стиль
Традиционная этнографическая программа базируется на музыкальном фольклоре эрзя, мокша, также исполняют песни народа шокша. В основе традиционное женское многоголосное пение. Этнографическое направление Oyme включает в себя народные песни, плачи, инструментальные наигрыши на аутентичных музыкальных инструментах представителей эрзян и мокшан. На базе собственных этнографических экспедиций участники группы «Ойме» занимаются реконструкцией древних обрядов и ритуалов, национальных праздников, многие из которых затем адаптируют для сцены и интерактива со зрителями. Также «Ойме» занимается реконструкцией национальных музыкальных инструментов и народных костюмов эрзя, мокша.
Специфика стиля world music (folk electronic) заключена в использовании компьютерных технологий, традиционных музыкальных инструментов мокша, эрзя, а также различных перкуссий народов мира. Репертуар Oyme состоит из календарных и обрядовых песен, а также песен жизненного цикла мордвы, эстонцев, венгров, аварцев, даргинцев.

## История и награды
В мае 2016 года группа Oyme приняла участие в российском и белорусском турах Deep Forest в преддверии выхода нового альбома «Evo Devo», в котором исполняла композиции «Oyme`s Song» и «Simply Done», записанные совместно с Deep Forest.
В 2014 году фотографу одной из экспедиций группы Oyme Михаилу Панкову был присуждён специальный приз жюри на Международном конкурсе фотографий HPA 2013 Jury’s Special Awards за серию фотографий свадебного ритуала села Старые Турдаки Кочкуровского района.
OYME /клип Vaya/ — лауреат и победитель российского фестиваля КлипFEST 2017 в номинациях «Лучшее художественное решение» (победитель), «Лучшая женская роль» (победитель), «Лучший игровой фильм» (лауреат).
В том же году Союзом независимых критиков и журналистов клип Vaya был признан лучшим музыкальным видео в России.
В 2018 году в Малайзии группа представила Россию на всемирно известном Rainforest World Music Festival (Малайзия), а в 2019 году — в Финляндии на крупнейшей международной ярмарке этнической музыки WOMEX.
В 2019 году «ОЙМЕ» стала специальным гостем в Словакии на юбилейном Конгрессе FUEN (организация, представляющая культуры и языки стран Европы), где исполнила треки на семи языках, в том числе на аварском языке, а также трек «Russia», включающий в себя русский и эрзянский языки и мотивы лезгинки.
В том же году OYME заняла 1-е место в номинации World music музыкального соревнования Unsigned Only.
В 2020 году совместная композиция молдавского музыканта Serge Bulat и OYME «Yehy Vaya» стала номинантом американской премии IMA (Independent Music Awards)/ в категории Dance/Electronica.

## Состав
- Руководитель группы: Ежевика Спиркина
- Вокальный состав: Ежевика Спиркина, Лариса Зыбкина, Ксения Зобанова
- Ударные, перкуссия: Илья Ягода
- Скрипка: Арсений Смирнов
- Бас-гитара: Дмитрий Симонов
- Звукорежиссёр: Валентин Осинский

Также в работе группы принимает участие Анна Панишева (Панишень Аня).

### Другие персоналии
Логотип для группы создал участник коллектива «Волга», обладатель Грэмми (оформление обложки музыкального альбома Фрэнка Заппы) Юрий Балашов. Саунд-продюсированием для «Ойме» занимается Владимир Осинский. Под треки OYME выходит на бой дагестанский боец MMA Владимир Минеев (Волжанин).

## Участие в концертах и фестивалях

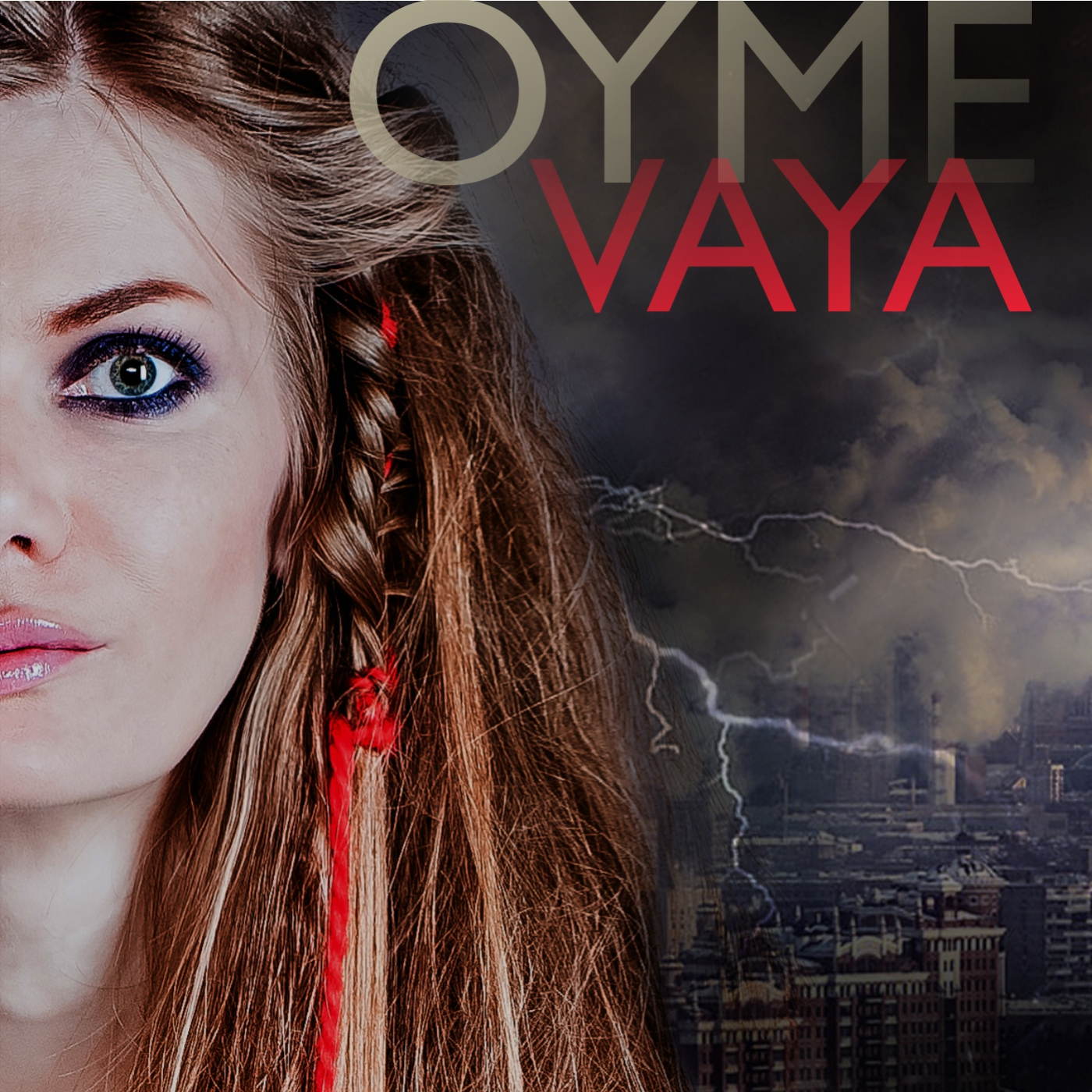
Обложка сингла Vaya группы OYME

- Июнь 2011 — Международный фестиваль world-music «Дикая мята»[16][17] (Россия, «Этномир»)
- 25 июня 2011 — крупнейший международный фестиваль «Сотворение мира»[18] (Россия, Казань)
- 1 июля 2011 — Международный фестиваль «Иван Купала»[19] (Россия, Калужская область)
- Июль 2011 — Фестиваль интернациональной музыки First Intercultural Festival[20] (Венгрия, Будапешт)
- Сентябрь 2011 — международный фестиваль «УРОЖАЙ»[21] (Россия, Москва)
- 18 октября 2011 — международный фестиваль «Этносфера»[22] с известным фольклористом Сергеем Старостиным (Россия, Москва, клуб «Альма Матер»)
- 12 ноября 2011 — совместное выступление «ОЙМЕ» и рок-группы «КАЛИНОВ МОСТ» (Россия, Саранск)[23]
- 2 июня 2012 — Международный фестиваль world music «Дикая мята»[24] (Россия, «Этномир»)
- июнь 2012 — международный мультифестиваль «ЫБИЦА»[25] (Россия, Сыктывкар)
- 1 июля 2012 — хедлайнер на Международном фестивале «ИВАН КУПАЛА»[26] (Россия, Калужская область)
- 4 июля 2012 — международный Свадебный Фестиваль[27] (Россия, «Этномир») Специальная концертная программа с элементами мордовской свадебной обрядности.
- 5 июля 2012 — международный фестиваль актуальной этники «Иван Купала»[28] (Россия, Москва, Парк им. Горького)
- июль 2012 — специальные гости Международного фестиваля «Метафест»[29] (Россия, Самара)
- 25 сентября 2012 — выступление перед лауреатами Нобелевской премии 2012 (Россия, Москва, Музей Дарвина)
- 22 июня 2013 —международный рок-фестиваль «Движение»[30] (Россия, г. Пермь)
- 28 июня 2013 — международный фестиваль «ТРИПІЛЬСКЕ КОЛО — 2013»[31] (Украина, г. Ржищев)
- 30 июня 2013 — международный фестиваль «ИВАН КУПАЛА» (Россия, Тульская область, п-ов Дракино)
- 29 августа 2013 — фестиваль «Кубометры хорошей музыки», часть 14 «Ежевика и друзья»[32] (Россия, г. Москва) Специальная программа в форме JAM-session
- 7 сентября 2013 — выступление на Праздновании 210-летия Кавказских Минеральных Вод[33] (Россия, Ессентуки)
- 22 сентября 2013 — международный фестиваль «WOMAD Russia»[34] (Россия, Пятигорск)
- 1 марта 2014 — фестиваль «Широкая Масленица»[35] (Россия, Москва, Коломенское)
- 7 июня 2014 — IV Межрегиональный фестиваль национальных культур «Многоцветие России»[36], посвящённый Дню России (Россия, Московский дом национальностей)
- 21 июня 2014 — фестиваль «Экология души»[37] (Россия, Дубна)
- 28 июня 2014 — фестиваль «Вокруг света»[38] (Россия, г. Москва, Сад «Эрмитаж»)
- 19 июля 2014 — музыкальный фестиваль добрых дел «Остров.ру»[39] (Россия, Нарофоминск)
- 6-8 августа 2014 — VII международный фестиваль фольклорных танцев «ZRODLISKA»[40][41] (Польша, Сувалки)
- 26 сентября 2014 — I Международный фестиваль актуальной финно-угорской музыки «TУАЛА fest»[42] (Россия, Республика Удмуртия, Ижевск)
- 10-11 октября 2014 — фестиваль в рамках 16-й агропромышленной выставки «Золотая осень-2014»[43] (Россия, Москва, ВДНХ)
- Январь 2015 — совместная акция-тур с британцами Малколмом Брюсом и Уиллом Джонсом (группа «Songs of Cream») в Республику Мордовия[44], село Напольная Тавла
- 26 марта 2015 — участие на фестивале «Tallinn Music Week»[45][46]. Два выступления[47]: с программой world music в рамках «City Stage»; с традиционной этнографической программой на основной сцене фестиваля (Эстония, Таллинн)
- 13 июня 2015 — фестиваль «РОТОНДА»[48] (Россия, Зеленоград)
- 4 июля 2015 — выступление с традиционной программой «Эрзянская свадьба» на Первом свадебном фестивале «Любовь да совет»[49] (Россия, Этномир)
- 29 — 31 июля 2015 — участие в работе XII Конгресса МАФУН, секция «Финно-угорская поп-культура», модератор Ежевика Спиркина. (Эстония, Тарту)
- 1-4 августа 2015 — работа во 2-м финно-угорском вики-семинаре (Finno-Ugric wikiseminar 2015)[50][51], (Эстония, Меремяэ).
- 18-22 сентября 2015 — презентация мультимедийного культурно-этнографического проекта «Штатол»[52] (Россия, Московском Доме Национальностей)
- 2 марта 2016 — «Широкая масленица»[53] (Россия, Москва, ВДНХ)
- 6 -16 апреля 2016 — участие в работе программы «Open World» тема «Этнические меньшинства», Бирменгем, штат Алабама, США. Доклад Ежевики Спиркиной о проекте OymeExpedition[54].
- 15 — 17 июня 2016 — наблюдатель на VII Всемирном конгрессе финно-угорских народов[55] (Финляндия, Лахти)
- 23 ноября 2016 — Концерт с Will Johns[56][57] (Россия, Москва)
- 6 декабря 2016 — участие в фестивале «Москва в ритмах народов мира»[58] (Россия, Москва)
- 26 февраля 2017 — «Широкая масленица»[59] (Россия, Москва, ВДНХ)
- октябрь, 2017 г — участие в фестивале финно-угорской культуры «Палэзян» (Россия, Удмуртская Республика, г. Ижевск)
- 11 июня 2018 года — участие в «Этноночи» в г. Уфе в рамках международного фестиваля искусств «Сердце Евразии»[60].
- 11 сентября 2020 — фестиваль 'Madison World Music Festival' (Россия, США)[61]
- 12 сентября 2020 — фестиваль Бориса Гребенщикова «Части света» (Россия, г. Санкт-Петербург)[62]

## Дискография
- 15 апреля 2016[63] года в составе альбома «Something Old, Something New…» Уилла Джонса вышел совместный с ОЙМЕ трек «Tears of a Butterfly»
- 10 июня 2016 года в составе альбома «EVO DEVO» группы Deep Forest вышли два совместных с ОЙМЕ трека: Oyme’s song и Simply Done.
- 13 августа 2016 года вышел альбом «Штатол», где был представлен материал, собранный в этнографических экспедициях.
- 15 декабря 2023 года вышла первая часть двойного альбома «Mastorava».

## Видеоклипы
| Год  | Клип            | Режиссёр         | Артист      | Альбом     |
| ---- | --------------- | ---------------- | ----------- | ---------- |
| 2015 | Oyme’s song     |                  | Deep Forest | EVO DEVO   |
| 2017 | Vaya            | Максим Быканов   | OYME        |            |
| 2019 | Horol Ebel      | Максим Быканов   | OYME        |            |
| 2020 | Tyushtya’s song | Andrey Meunargia | OYME        | Quarantine |

## Галерея

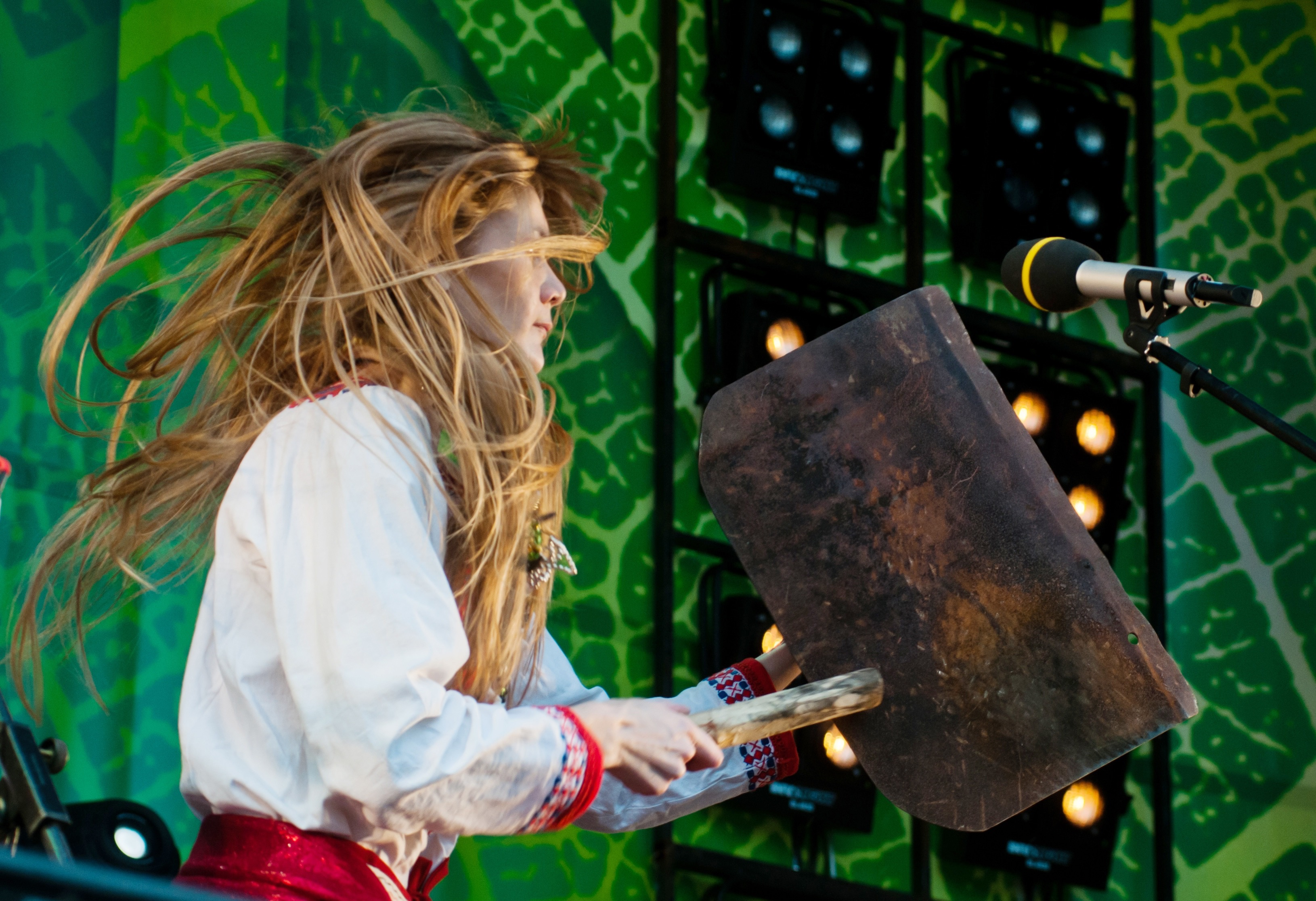
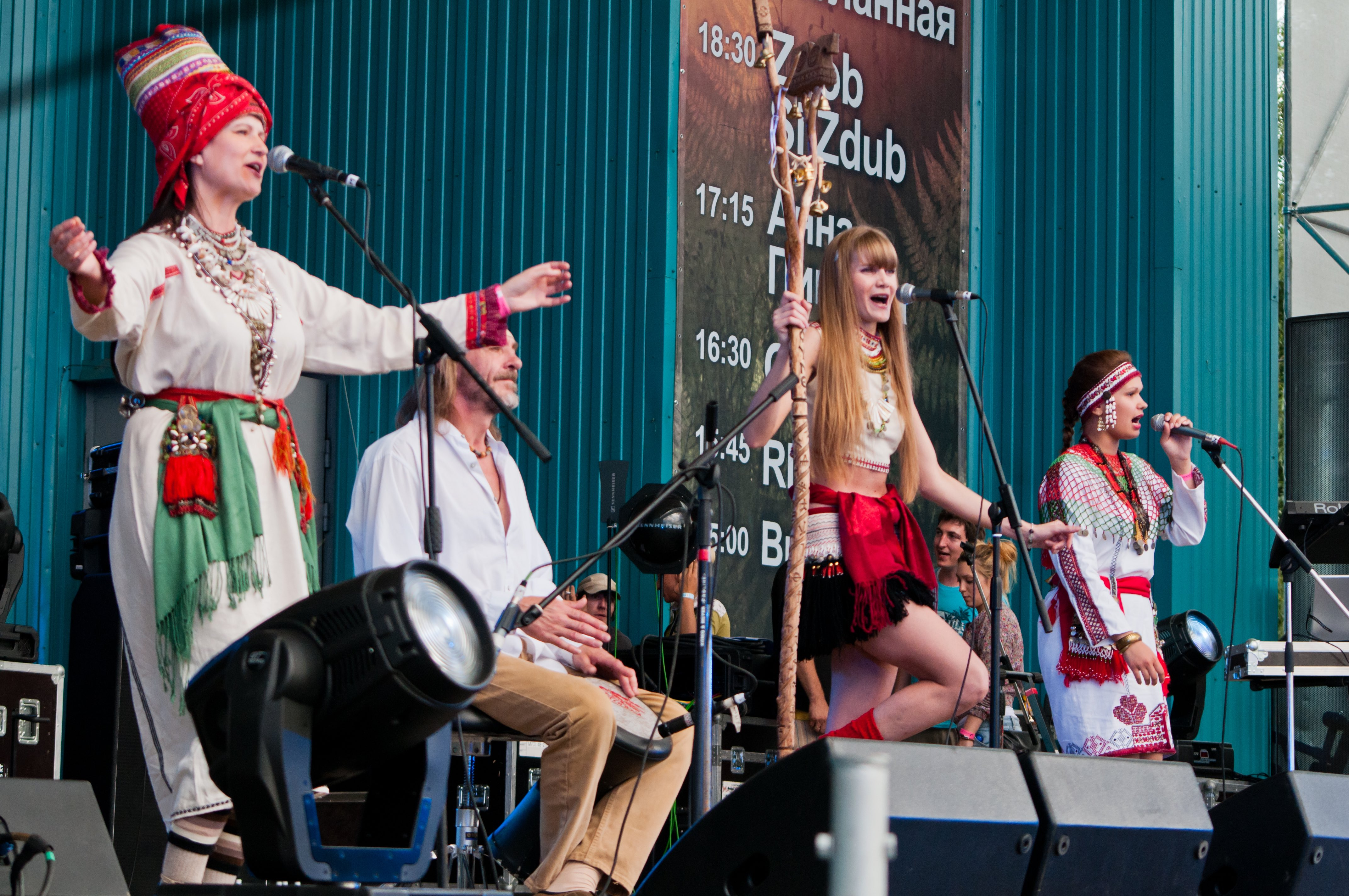
На фестивале «Иван Купала»
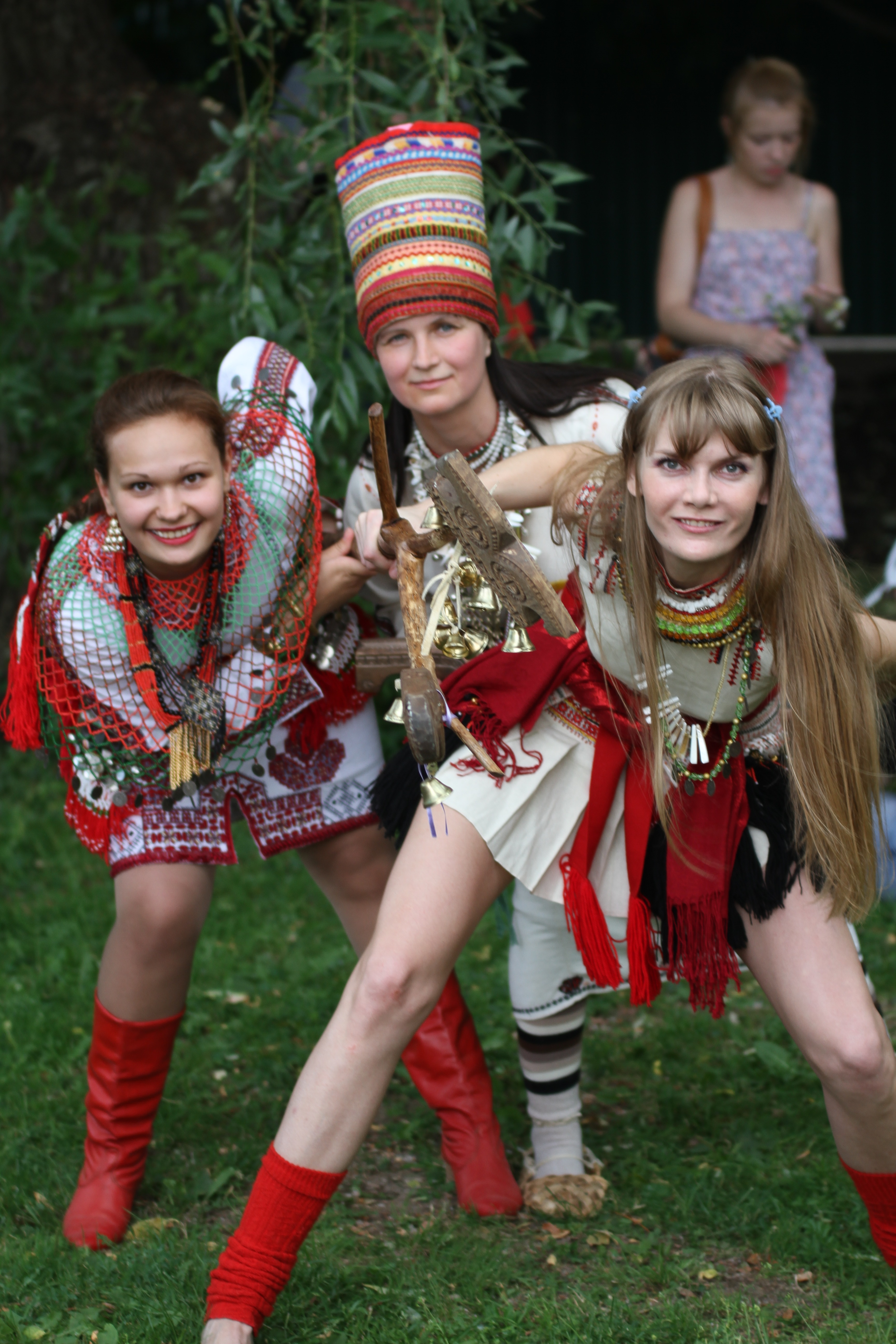
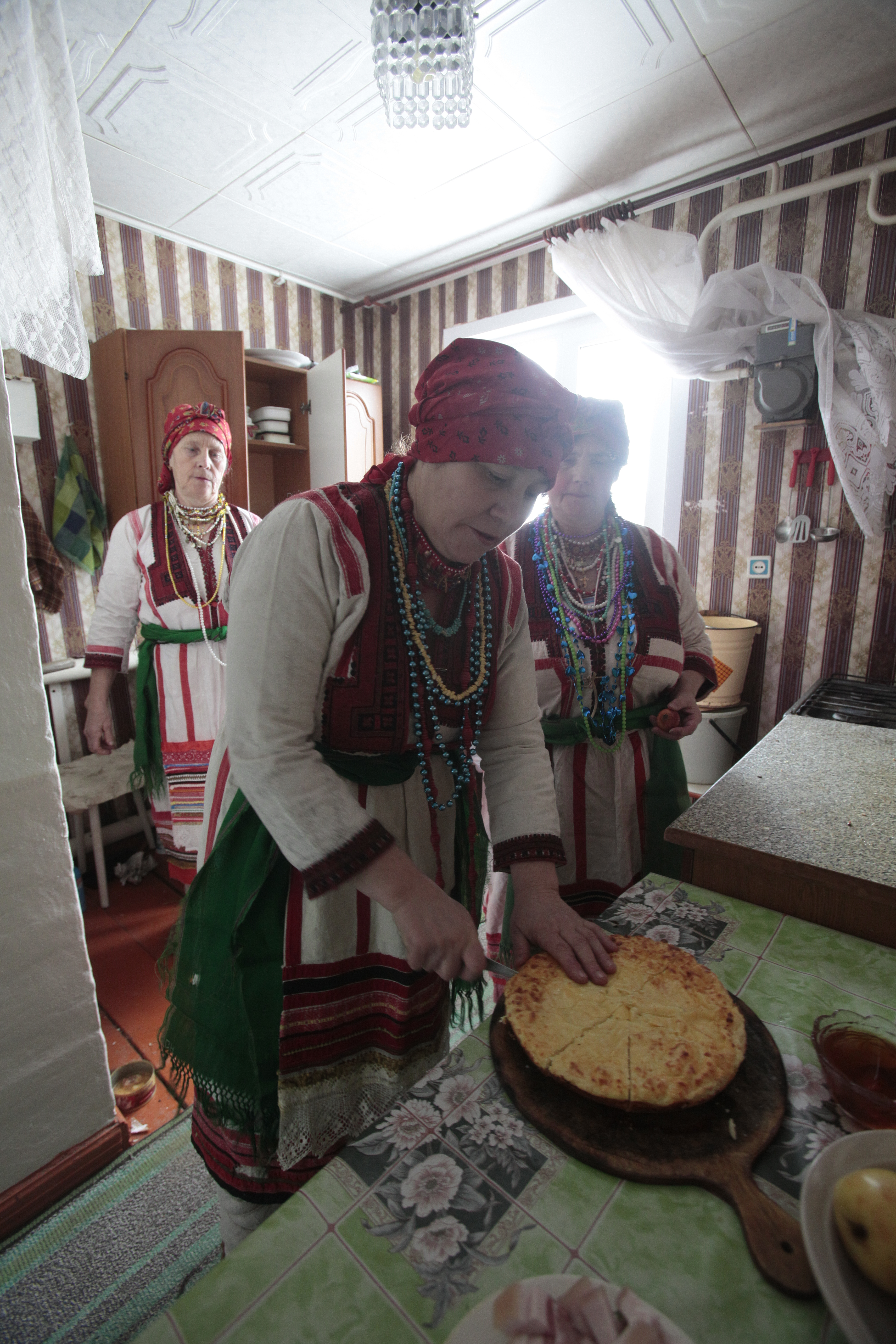
OYMEexpedition в селе Напольная Тавла Октябрьского района Республики Мордовия. 21 февраля 2012 года. На фото руководитель деревенского ансамбля «Толава» Суняйкина Н. М.
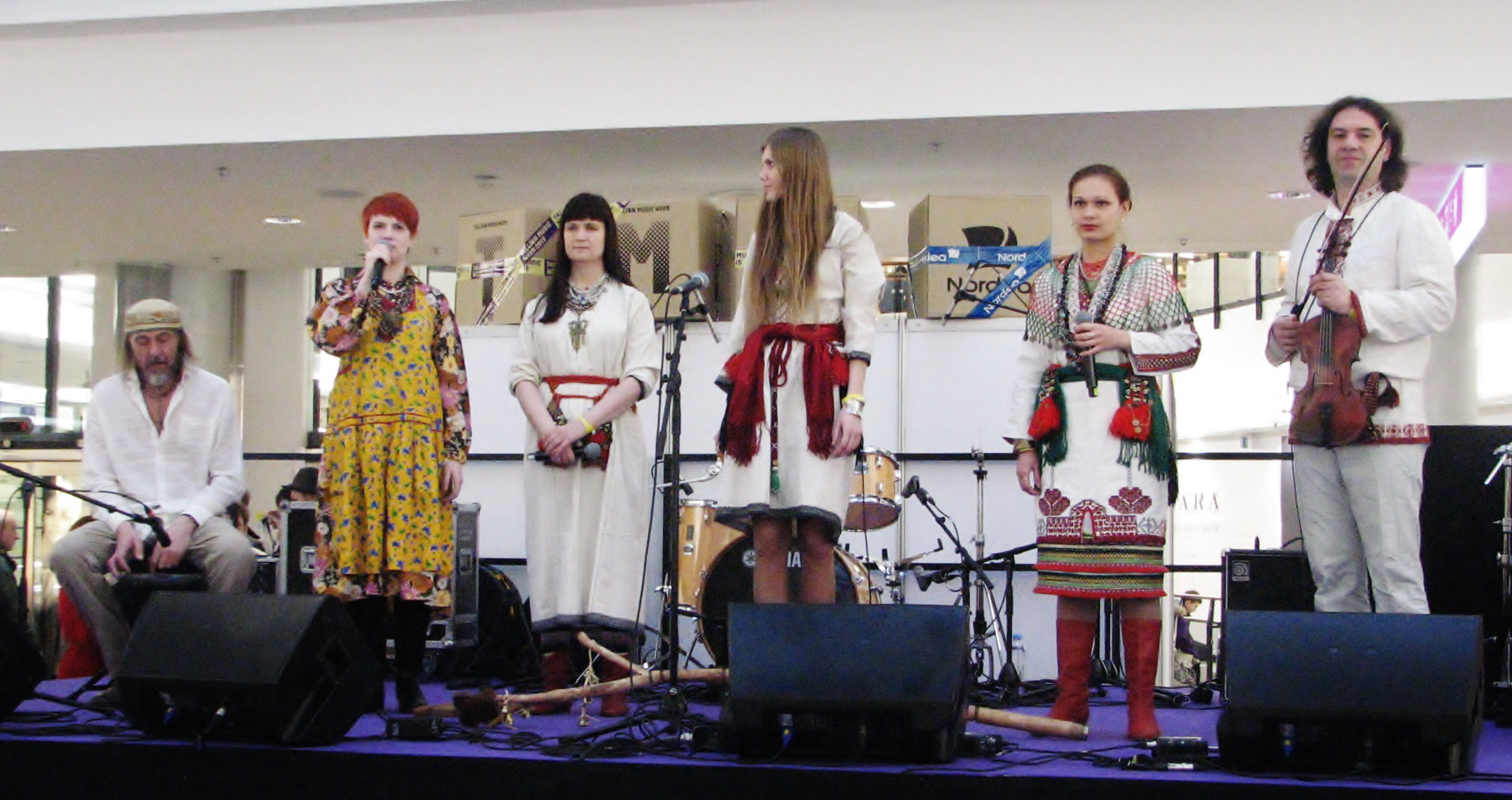
группа OYME на Tallinn Music Week, 2015 г.
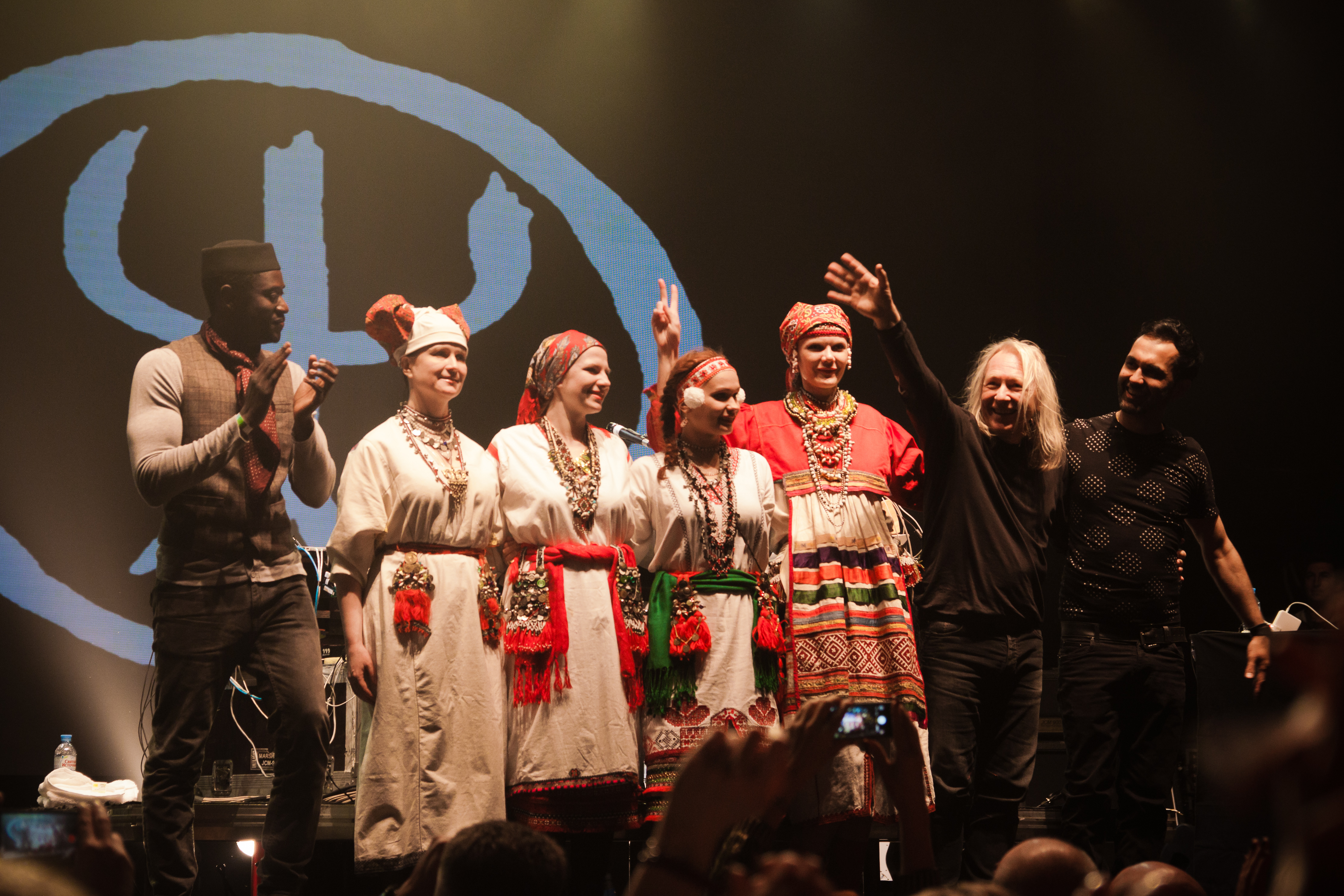
Эрзянская группа OYME и французская группа Deep Forest в Yotaspace, 17 апреля 2017
- Репетиция вокалисток группы OYME. Мокшанская народная песня «Келу»
- OYME — Матрянь Алданясь. Выступление на фестивале «Части света», Россия, Санкт-Петербург, 12 сентября 2020 года